# 克雷佩爾迪斯特拉喬拉山
46°03′47″N 10°38′13″E / 46.06302°N 10.63704°E
克雷佩爾迪斯特拉喬拉山（義大利語：Creper di Stracciola），是意大利的山峰，位於該國北部，由倫巴第大區負責管轄，屬於阿達梅洛-普雷薩內拉阿爾卑斯山脈的一部分，海拔高度2,542米，每年平均降雨量1,357毫米。